# Francis Leggatt Chantrey
Sir Francis Leg(g)att Chantrey (1781 – 1841) era un escultor inglés; fue el principal escultor de la Regency era británica, y de él son varios bustos y estatuas de personajes nobles de su época. Legó el Chantrey Bequest o Chantrey Fund, para que el estado comprase obras de arte, y que estuvo disponible hasta la muerte de su viuda en 1878.

## Vida

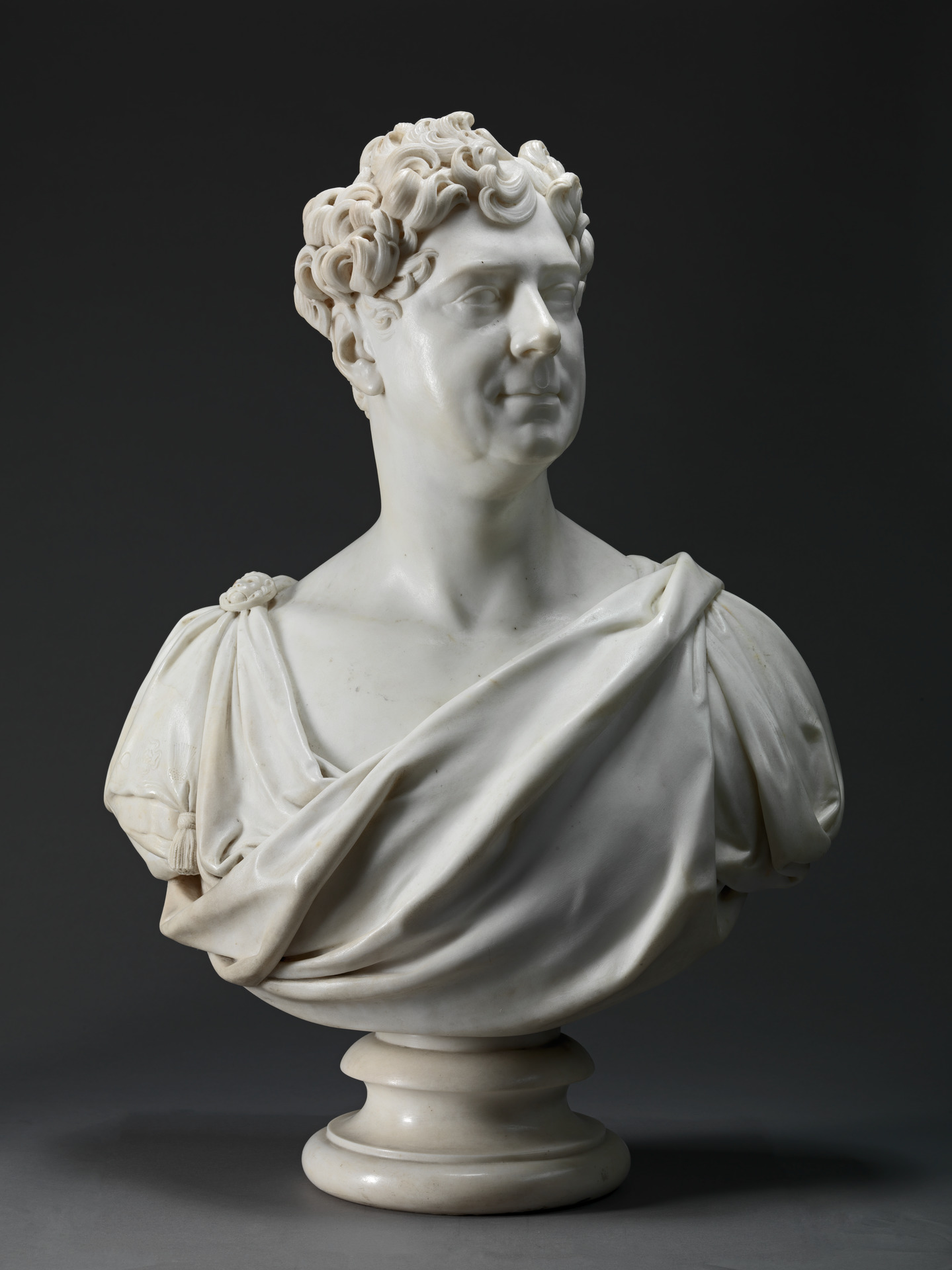
Busto en mármol de George IV del Reino Unido, 1827

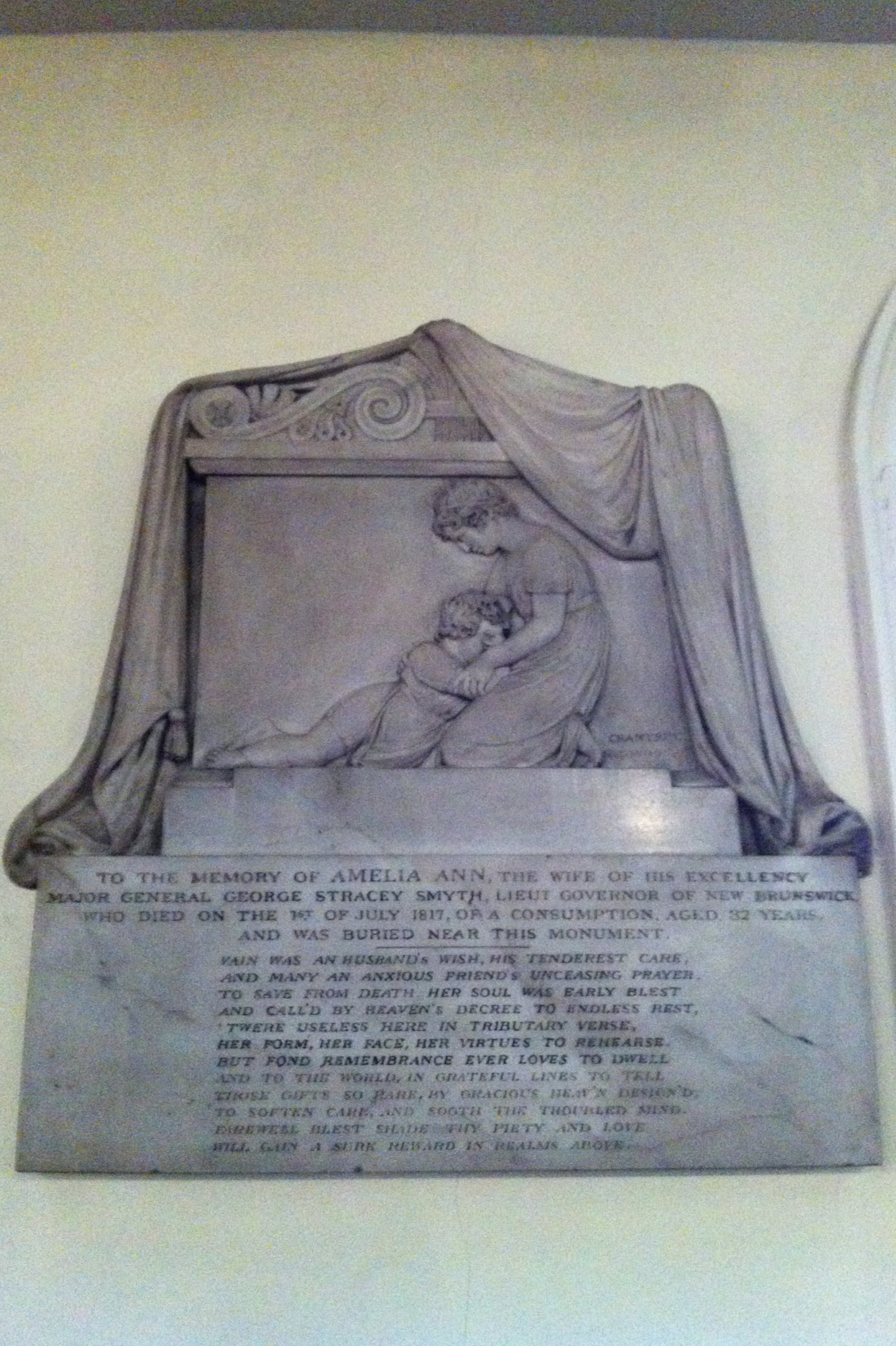
Monumento a Amelia Ann Smyth, fallecida en 1817 (esposa del Governador de Nueva Escocia George Stracey Smyth), iglesia de San Pablo, Hálifax, Nueva Escocia

Chantrey nació en Norton (actualmente un suburbio de Sheffield) y se dedicó a la escultura de manera autodidacta. Su primer busto de mármol fue para el Rev. J. Wilkinson (1805–6), de la iglesia parroquial de Sheffield. El 23 de noviembre de 1809 se casó con su prima, Mary Ann Wale en St Mary’s Church, Twickenham. La dote de su esposa, 10.000 £, le permitió pagar sus deudas y trasladarse a casas en el 13 de Eccleston Street, Pimlico.
En 1811 mostró seis bustos en la Royal Academy, entre ellos los de Horne Tooke y Sir Francis Burdett, dos políticos que admiraba; su primer mentor, John Raphael Smith, y  Benjamin West. Joseph Nollekens enseñó esos bustos a Tooke, además de dos de él, y esta preeminencia fue muy importante en la carrera de Chantrey.
Visitó París en 1814 y 1815, interesándose por las obras de Rafael y Ticiano. En 1819 fue a Italia en compañía del pintor John Jackson.

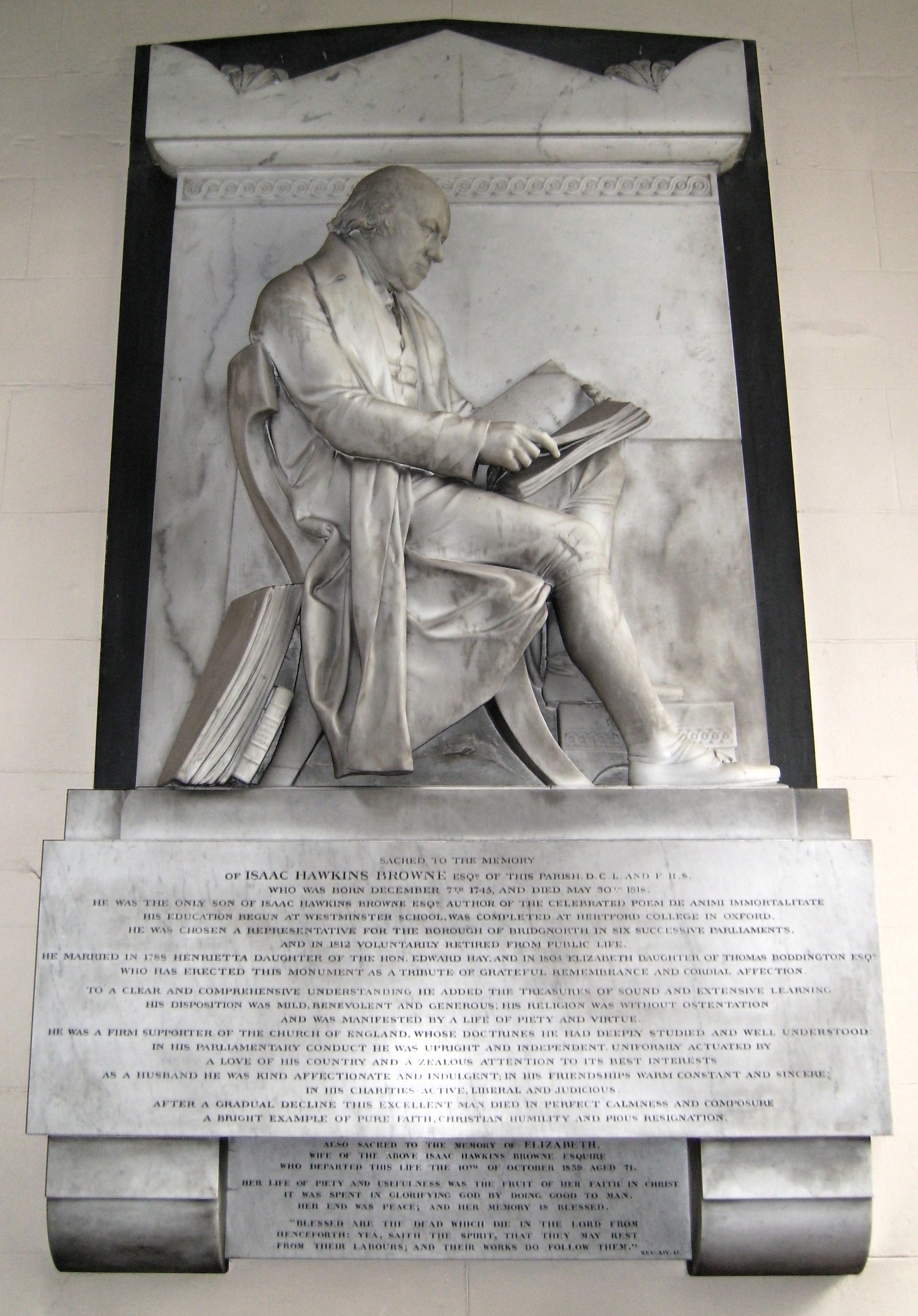
Memorial de Chantrey, Isaac Hawkins Browne,a Badger, Shropshire.

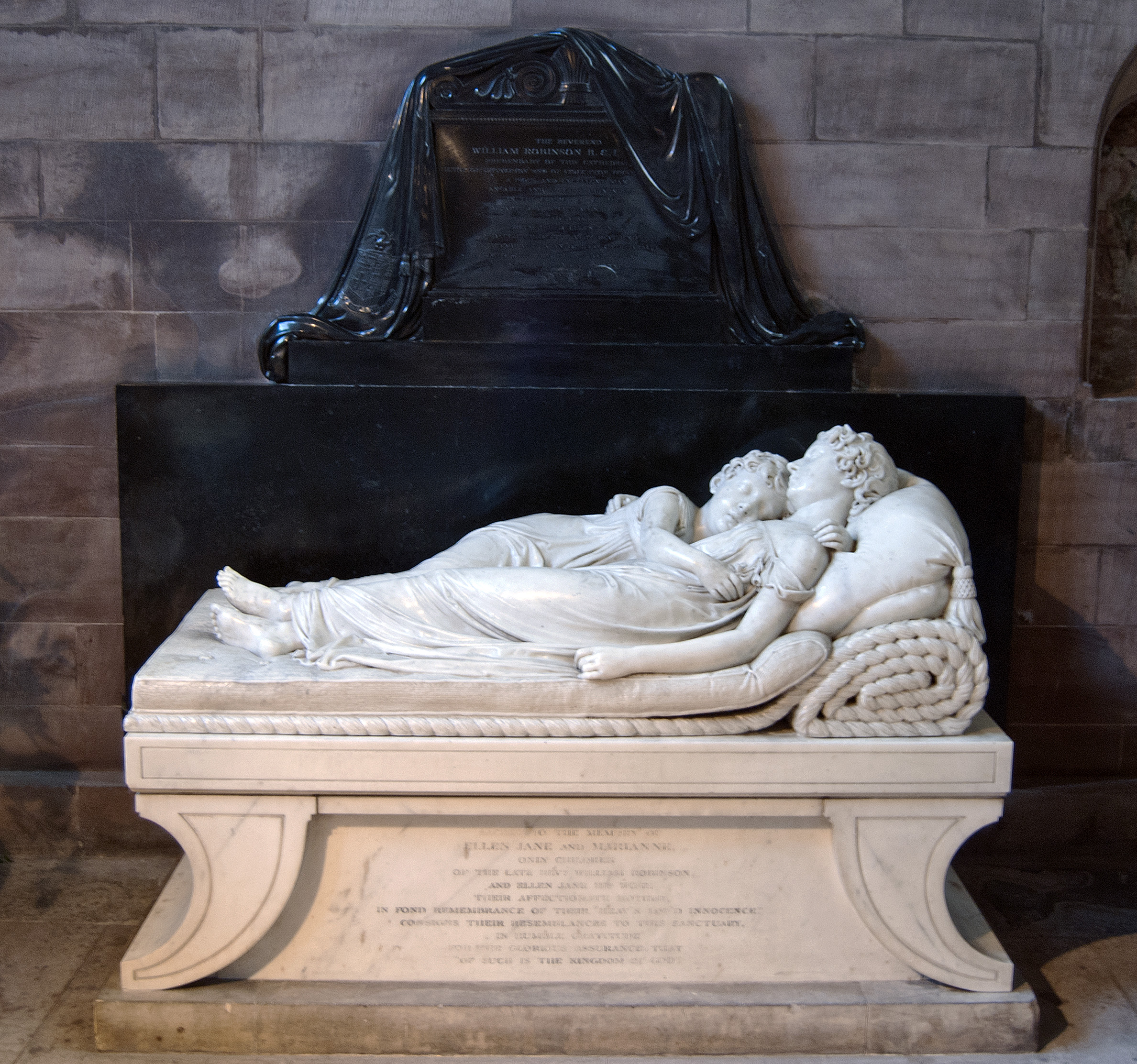
The Sleeping Children (1817), Lichfield